# Bank van Letland
De Bank van Letland (Lets: Latvijas Banka) is de centrale bank van Letland. De bank werd op 7 september 1922 opgericht, behoort tot het Europees Stelsel van Centrale Banken en valt sinds 1 januari 2014 binnen de eurozone.